# Campeonato de Angola de Ciclismo em Estrada
O Campeonato de Angola de Ciclismo em Estrada são organizados anualmente desde o ano de 2006 para determinar o campeão ciclista de Angola de cada ano, na modalidade.

## Palmarés

### Corrida em linha
| Ano  | Vencedor        | Segundo           | Terceiro         |
| 2006 | Walter da Silva | Igor Silva        | Jacinto Osvaldo  |
| 2008 | Bruno André     | Pedro Luabo       | Manuel Pereira   |
| 2010 | Igor Silva      | Leonardo Zietoso  | Bruno André      |
| 2011 | Igor Silva      | Walter Silva      | Cândido Monteiro |
| 2012 | Igor Silva      | Walter Silva      | Dário Antonio    |
| 2013 | Igor Silva      | Walter Silva      | Dário Antonio    |
| 2014 | Igor Silva      | Walter Silva      |                  |
| 2015 | Igor Silva      | José Tuto Cruz    | Dário António    |
| 2016 | Dário António   | Mário de Carvalho | Cruz Tuto        |
| 2017 | Igor Silva      | Dário António     | Walter da Silva  |
| 2018 | José Panzo      | Dário António     | Igor Silva       |

### Contrarrelógio
| Ano  | Vencedor         | Segundo           | Terceiro          |
| 2006 | Igor Silva       |                   |                   |
| 2007 | Igor Silva       |                   |                   |
| 2008 | Leonardo Zietoso | Igor Silva        | Cruz José         |
| 2009 |                  |                   |                   |
| 2010 | Igor Silva       | Vicente Lelo      | Leonardo Zietoso  |
| 2011 | Igor Silva       | Walter Silva      | Marcelino Augusto |
| 2012 | Igor Silva       | Dário Antonio     |                   |
| 2013 | Igor Silva       | Walter Silva      | José Tuto Cruz    |
| 2014 | Igor Silva       | Walter Silva      | Mario Carvalho    |
| 2015 | Igor Silva       | Manuel Betilson   | Dário António     |
| 2016 | Igor Silva       | Mário de Carvalho |                   |
| 2017 | Dário António    | Igor Silva        |                   |
| 2018 | Dário António    | Mário de Carvalho | Igor Silva        |

### Corrida em linha Sub-23
| Ano  | Vencedor          | Segundo | Terceiro |
| 2011 | Marcelino António |         |          |

### Corrida em linha júnior
| Ano  | Vencedor          | Segundo           | Terceiro          |
| 2008 | Marcelino Augusto | Ladislau Ricardo  | Francisco Cunha   |
| 2011 | Manuel Betilson   | Clemente Calovela | Adilson Domingos  |
| 2012 | Mário de Carvalho |                   |                   |
| 2018 | Eugénio Pino      | Dalton Silva      | Blanche Marcelino |

### Contra o relógio em linha júnior
| Ano  | Campeão           | Segundo          | Terceiro        |
| 2004 | Leonel Araújo     |                  |                 |
| 2008 | Marcelino Augusto | Ladislau Ricardo | Francisco Cunha |
| 2017 | Eugénio Pino      |                  |                 |
| 2018 | Dalton Silva      | Eugénio Pino     | Efraim Viana    |